# Гранд-Каньйон (національний парк)
Національний парк Гранд-Каньйон — один з найстаріших національних парків США, розташований у штаті Аризона.

## Загальний опис
На території парку розташований Великий каньйон річки Колорадо, одне з визнаних природних чудес світу. Площа парку — 4927 км². Південний край каньйону є найвідвідуванішим, тут же знаходяться популярні оглядові точки. Північний край каньйону набагато менш відвідуваний. Інші частини каньйону віддалені й важкодоступні, хоча багато з них є досяжними по пішохідних маршрутах і путівцях. Територія навколо Гранд-Каньйону стала національним пам'ятником 11 січня 1908 і оголошена національним парком 19 лютого 1919. Створення парку стало одним з перших успіхів природоохоронного руху. Статус національного парку допоміг перешкодити виконанню планів з будівництва греблі на річці Колорадо всередині меж парку (можливо, що відсутність такого статусу у каньйону Глен і було причиною дозволу будівництва греблі вище за течією річки і його затоплення, після чого утворилося озеро Пауел). ЮНЕСКО оголосив парк об'єктом Світової спадщини. Гранд-Каньйон, включаючи його велику систему суміжних каньйонів, не є ні найбільшим, ні найглибшим у світі, проте він цінується перш за все за своє гармонійне поєднання розміру, глибини і багатобарвних шарів оголених гірських порід, які датуються аж до докембрійського періоду.